# Шарли Ди Анђело
Шарлс Андреасон (швед. Charles Andreasson; Шведска, 27. април 1973) познатији као Шарли Ди Анђело (енгл. Sharlee D'Angelo) је басиста шведског дет метал бенда Арч Енеми, као и шведског хард рок бенда Спиритуал Бегерс. Шарли је у прошлости био члан различитих метал бендова, како за потребе студијских снимања тако и као пуноправни члан. Неки од бендова су Ил Вил, Мерсифул Фејт и Кинг Дајмонд, као и Дисмембр, Сајнрџи и Вичери. Шарли свира Данлоп трзалицама и најчешче бас-гитарама марке Rickenbacker у раној каријери, а у скорије време свира на Ibanez Iceman гитарама. Ibanez произвоdи Шарли Ди Анђело бас-гитаре, ознаке СДБ1, које су подешене Шарлијевом Ц стандарду који он најчешће преферише.